# Куракинское сельское поселение (Мордовия)
Куракинское се́льское поселе́ние — муниципальное образование в Ардатовском районе Мордовии Российской Федерации.
Административный центр — село Куракино.

## История
Статус и границы сельского поселения установлены Законом Республики Мордовия от 28 декабря 2004 года № 115-З «Об установлении границ муниципальных образований Ардатовского муниципального района, Ардатовского муниципального района и наделении их статусом сельского поселения, городского поселения и муниципального района».

## Население
| 2002 | 2010 | 2012 | 2013 | 2014 | 2015 | 2016 |
| ---- | ---- | ---- | ---- | ---- | ---- | ---- |
| 800  | ↘598 | ↘549 | ↘531 | ↘517 | ↘493 | ↘465 |
| 2017 | 2018 | 2019 | 2020 | 2021 |      |      |
| ↘441 | ↘426 | ↘390 | ↘380 | ↗457 |      |      |

## Состав сельского поселения
| № | Населённый пункт | Тип населённого пункта       | Население |
| - | ---------------- | ---------------------------- | --------- |
| 1 | Большое Кузьмино | село                         | ↘168      |
| 2 | Куракино         | село, административный центр | ↘157      |
| 3 | Малое Кузьмино   | село                         | ↘230      |
| 4 | Олевка           | село                         | ↘13       |
| 5 | Саврасово        | деревня                      | ↘30       |

### Упразднённые населённые пункты
В 2011 году упразднена деревня Петровка.